# Dead Man's Chest (voorwerp)
De Dead Man's Chest is een fictief voorwerp uit de Pirates of the Caribbean trilogie.
De Dead Man's Chest is een kist die het hart van de legendarische Davy Jones bevat. Davy Jones was vroeger een groot zeiler 'een man van de zee', totdat hij verliefd werd op een vrouw zo ontembaar als de zee. Het verdriet dat ze niet samen konden zijn werd hem te veel daarom kerft hij zijn eigen hart eruit en stopte deze in een kist die hij verborg op een eiland. De sleutel draagt Jones altijd bij zich.
De Dead Man's Chest staat centraal in de tweede film, aangezien zowel Will Turner als Cutler Beckett het hart van Davy Jones willen hebben.